# Paz pra Cidade
"Paz pra Cidade" é um single da banda brasileira Rebanhão. Lançado como compacto em edição limitada de 200 cópias ainda na década de 1980, o registro é o mais raro de toda a discografia do grupo. A obra soma três músicas escritas pelo compositor e vocalista Janires, feitas para comemorar o natal. As edições foram vendidas em shows da banda.
A canção "Paz pra Cidade", mais tarde, esteve na coletânea Ponto de Encontro, lançada em 1987. "Paz pra Cidade" foi a última gravação do Rebanhão com Janires, que deixou o grupo em 1985 e morreria, mais tarde, em 1988.

## Faixas
1. "Paz pra Cidade"
2. "Menino Passarinho"
3. "Natal É Boas Novas"

## Ficha técnica
- Janires - vocais, violão
- Pedro Braconnot - teclado
- Carlinhos Felix - guitarras
- Paulo Marotta - baixo
- Kandell - bateria